# Giunia
Giunia fu un'apostola della prima comunità cristiana.

## Agiografia
Il nome – femminile, ma in alcuni manoscritti presente al maschile – compare fra quelli dei cristiani di Roma ai quali san Paolo rivolge i suoi saluti personali: «... miei parenti e compagni di prigionia, illustri tra gli apostoli, e fattisi cristiani prima di me». (Romani 16,7).
Il personaggio così designato doveva essere imparentato in qualche modo con l'apostolo e doveva essersi apertamente convertito prima di lui alla fede cristiana.
Non sappiamo esattamente a quale dei periodi di prigionia, comunque anteriore a quelli di Cesarea e di Roma, allude Paolo dicendo che Andronico e Giunia erano stati anche suoi compagni di prigionia.
Andronico, citato nello stesso passo, potrebbe essere marito di Giunia.

## Culto
Proclamata santa dalla Chiesa ortodossa, la sua memoria viene commemorata il 17 maggio, insieme ad Andronico. Dei due cristiani non c'è traccia invece nel Martirologio romano.
Sebbene il nome in alcuni manoscritti si trovi al maschile, Giunia era un nome comune per le donne, mentre non c'è attestazione dell'equivalente maschile nel mondo antico.
Il suo nome, come pure quello di Andronico, non compare nel Martirologio Romano.